# Jorquera (kommunhuvudort)
Jorquera är en kommunhuvudort i Spanien.   Den ligger i provinsen Provincia de Albacete och regionen Kastilien-La Mancha, i den centrala delen av landet, 230 km sydost om huvudstaden Madrid. Jorquera ligger 669 meter över havet och antalet invånare är 503.
Terrängen runt Jorquera är huvudsakligen platt, men österut är den kuperad.Runt Jorquera är det glesbefolkat, med 9 invånare per kvadratkilometer. Närmaste större samhälle är Fuentealbilla, 11,5 km norr om Jorquera. Trakten runt Jorquera består till största delen av jordbruksmark.